# 若宮健嗣
若宮 健嗣（わかみや けんじ、1961年〈昭和36年〉9月2日 - ）は、日本の政治家、実業家。防衛大臣補佐官。
デジタル田園都市国家構想担当大臣（第2次岸田内閣）、国際博覧会担当大臣兼共生社会担当大臣兼内閣府特命担当大臣（消費者及び食品安全、クールジャパン戦略、知的財産戦略）（第1次岸田内閣・第2次岸田内閣）、まち・ひと・しごと創生担当大臣（第1次岸田内閣）、外務副大臣（第4次安倍第2次改造内閣）、防衛副大臣兼内閣府副大臣（第3次安倍第1次改造内閣・第3次安倍第2次改造内閣）、防衛大臣政務官（第2次安倍内閣）、衆議院安全保障委員長、同外務委員長、衆議院議員（5期）、自由民主党経理局長、同幹事長代理、同選挙対策委員会副委員長などを歴任。

## 来歴

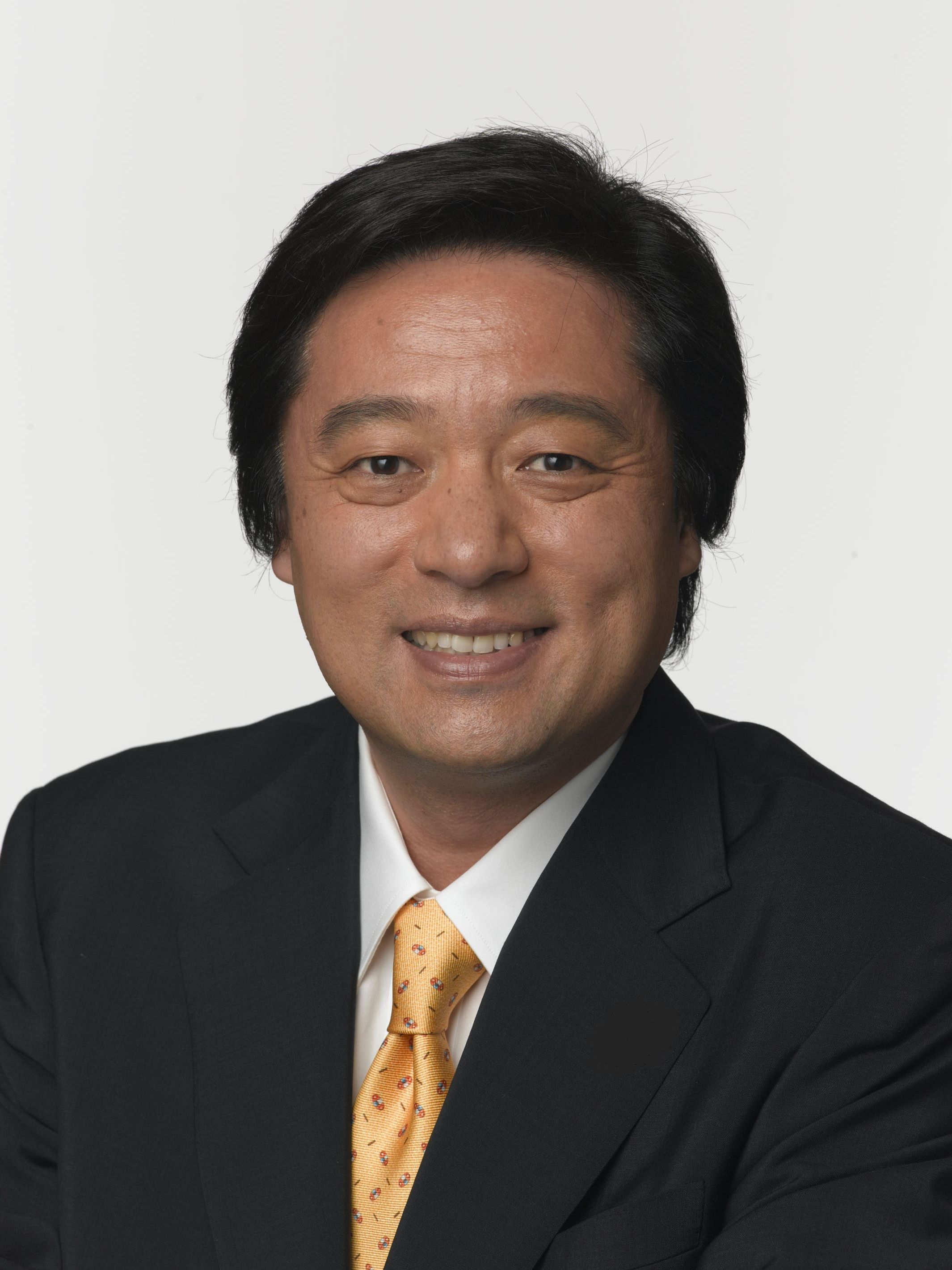
内閣広報室より公表された肖像
（2008年 撮影）

東京都千代田区に生まれる。千代田区立永田町幼稚園、千代田区立永田町小学校（現：千代田区立麹町小学校）、慶應義塾中等部、慶應義塾高等学校を経て、慶應義塾大学商学部を卒業。大学在学中は商業学・マーケティングの村田昭治研究会で代表を務める。大学卒業後、セゾングループ株式会社西洋環境開発に入社。その後堤清二の秘書等を務める。それ以降、実業家として活躍。
2005年9月の第44回衆議院議員総選挙に比例東京ブロックから自由民主党公認で出馬。自民党大勝により、比例単独候補ながら初当選した。2008年自由民主党総裁選挙では、自身の出身地である千代田区を含む東京1区選出の与謝野馨の推薦人に名を連ねた（当選者は麻生太郎で、与謝野は次点）。
2009年8月の第45回衆議院議員総選挙に再び比例東京ブロックから出馬したが、落選。この総選挙では与謝野馨や小池百合子、平将明らが小選挙区で落選して比例復活したため、比例東京ブロック単独の立候補者は誰も当選できなかった。
2012年1月、佐藤ゆかりの第22回参議院議員通常選挙への出馬に伴い空席になっていた自由民主党衆議院東京都第5選挙区支部長に就任し、次期衆議院議員総選挙への東京5区からの出馬が内定。同年12月の第46回衆議院議員総選挙では、東京5区で民主党公認の手塚仁雄を破り、約3年半ぶりに国政に復帰。2013年9月、防衛大臣政務官に就任。
2014年12月の第47回衆議院議員総選挙では、東京5区から出馬し3選。
2015年10月、防衛副大臣兼内閣府副大臣に就任。

### 防衛副大臣時代
若年人口が減少している日本で、 安全保障の中心的存在である自衛隊の活動に関して、業務や機械の省人化、無人化、ドローン、人工知能（AI）などの活用に向けた努力が必要だと説く。2016年、沖縄の基地負担軽減を考える議員有志の会にて若宮は「基地負担軽減は安倍内閣の最重要課題の一つ」とし、取り組みの広がりに期待を示した。
2017年8月、自民党国防部会長に就任。10月の第48回衆議院議員総選挙で4選。
2018年10月、衆議院外務委員長に就任。
2019年9月、 第4次安倍第2次改造内閣で外務副大臣に就任。アジア太平洋、南部アジア、欧州諸国等を担当。

### 外務副大臣時代
2020年6月24日にイナ・レーペル駐日ドイツ連邦共和国大使と昼食をともにしつつ意見交換を行っている。両国における新型コロナウイルス感染抑制対策について意見交換を行い、ドイツの先進的医学を背景にしたコロナ対策について賛辞を述べ、ドイツからも日本の感染抑制策への賛辞の言葉をいただいている。
2019年10月外務委員会にて「沖縄の基地負担軽減、戦略的対外発信や文化外交、軍縮・不拡散、科学技術外交、経済外交に注力をするとともに、在留邦人の安全確保、国際的なテロ対策にも取り組んでまいりたいと思っております。」と述べる。
2020年10月、衆議院安全保障委員長に就任。

### 万博・消費者相時代
2021年10月4日に発足した第1次岸田内閣で国際博覧会担当大臣兼内閣府特命担当大臣として初入閣。消費者、クールジャパンも担当する。若宮は4日取材にて所管する担務が、2025年大阪・関西万博担当に加え、「まち・ひと・しごと創生」や知的財産戦略などと多岐に及んでいることに触れ「すべてしっかりと取り組まなくてはならない課題だ。全項目に対して全力を尽くしたい」と述べた。
2021年10月31日の第49回総選挙では現職特命相でありながら手塚仁雄に小選挙区で5,404票差（惜敗率95.14%）で敗れて落選したが、比例復活で当選を果たした。
大阪万博におけるドローン等について、「ドローンにも空飛ぶクルマにも大きな意味を持つ機会になると確信しています。具体的なことはこれから知恵を絞り創意工夫を重ねて参りますが、日本の持つ技術や創造力をお示しし、来場されるみなさま、海外からお越しのみなさまに驚いて頂き、再び日本に注目して頂ける機会にしたい。」と万博担当相として意気込みを語っている。また「飛ぶ」を超えた価値観を示したいとも述べている。
その「飛ぶ」を超えた価値観について、飛行の質は当然としながらも、「ドローンや空飛ぶクルマによる生活スタイルや、ビジネススタイルの変革」をグローバルスタンダードとして提示したいとしている。
デジタル田園都市国家構想やクールジャパン、知的財産を担う特命大臣として大阪万博を「未来社会の実験場にしたい」と語っている。
万博関連のフォーラムに出席した際、万博の意義について「会場を実際に訪れるというリアルな体験に加えて、デジタル技術を活用して世界中から多くの方々の参加を可能とするなど、リアルとバーチャルを融合させた新しい万博の姿を打ち出していきたい」と語った。また日本が少子高齢化等の課題を抱えていることに触れ、「世界に先駆けて解決方法をデザインの力で見出していく必要」があるとし、会場や日本で体験したことを各国に持ち帰ってもらうことも大阪・関西万博の開催意義だとしている。
新型コロナウイルスの影響で万博の招請活動に遅れが生じているとの指摘に対して、閣議後の記者会見で、カナダが参加を表明したことを踏まえ、「着実な進展を心強く感じる。これを機に、一層弾みをつけて招請活動に力を入れたい」と語り、大阪・関西万博への参加国・機関を増やしていく意向を示した。
2022年8月10日、内閣改造により、大臣を退任。8月31日、自由民主党幹事長代理に就任。2023年1月31日、自由民主党幹事長代理を辞任し、自由民主党経理局長に就任。
2024年10月27日に行われた第50回総選挙では前回に続いて立憲民主党の手塚仁雄に敗れただけでなく、比例復活も果たすことができず落選した。
2024年11月19日、防衛大臣補佐官に就任。

## 政策

### 防衛政策・防衛大綱と中期防衛力整備計画の策定
- 2018年5月の防衛大綱と中期防衛力整備計画を中心となって策定[33]。特に新しい概念である多次元統合防衛力（クロスドメイン）構想を作り上げた。〈従来の陸海空の領域に加えて宇宙、サイバー、電磁波等融合させた総合的防衛力強化の考え方〉更に護衛艦（いずも）の多用途化、F35B戦闘機の離着艦可能にする改装。長距離射程であるスタンド・オフ・ミサイルの導入等に尽力した[34]。
- 防衛装備品の輸出について「国際社会への貢献という観点から重要な政策的な手段」として活用できるとしている。外交安全保障、経済安全保障の観点からも他国との連携の必要性を訴えている[35]。

### 外交政策

#### 日韓関係
- 日韓の懸念事項として上がる徴用工問題について、「1965年の日韓請求権協定にて解決している問題であり、日本政府は5億ドル韓国に拠出している」を根拠に「妥協案などはよしとすることができない。無理である」と主張した。その上で、韓国が国際的な約束を守らないことが問題点と指摘した[36]。また未来志向で日韓関係を進めるためにも、徴用工をはじめとした問題を解決する必要性も強調している[37]。

#### 日朝関係
- 北朝鮮の核問題について、北朝鮮は核を簡単に手放さないと指摘した上で、ミサイル問題で他国からの関心を惹こうという戦略の可能性を指摘している[37]。
- 北朝鮮の金正恩総書記は、「自主的な経済的な独立が目的だと考えております。ベトナムモデルを自分の国に導入したい。ドイモイ政策を導入したい。それを韓国の助けなしで自分たちだけで運営したい。」としていると指摘した[38]。

#### 日中関係
- 中国のアジアに対しての外交について、「強引な側面がある」と指摘し、周辺国の不満を踏まえ、競争から協調への前提として「国際スタンダード」という考え方の重要性を説いている[39]。

### その他
- 憲法改正に賛成[40]。改正すべき項目として、戦争放棄と自衛隊・緊急事態条項・憲法改正の手続を挙げる[41]。
- アベノミクスを評価する[41]。
- 消費増税の先送りを評価する[41]。
- 安全保障関連法の成立を評価する[41]。
- 安倍内閣による北朝鮮問題への取り組みを評価する[41]。
- 組織犯罪処罰法の改正（共謀罪法）を評価する[41]。
- 安倍内閣による森友学園問題・加計学園問題への対応をどちらかと言えば評価する[41]。
- 集団的自衛権の行使を禁じた政府の憲法解釈を見直すことに賛成[40]。
- 日本の核武装について今後の国際情勢によっては検討すべきとしている[40]。
- 女性宮家の創設に反対[40]。
- 2017年の朝日新聞によるアンケートにおいて、選択的夫婦別姓制度導入に反対、としている[41]。
- 2022年10月、自民党の消費者問題調査会のもとに設置されている霊感・悪徳商法等の被害救済に関する小委員会の委員長として、霊感商法等の被害者の救済に向けた緊急提言を取りまとめ、岸田総理に申し入れを行った[42]。
- 2023年6月、デジタル分野の競争政策に関し、デジタル・プラットフォーム取引透明化法の策定や、デジタル広告分野における提言を岸田総理に手渡した[43]。

## 栄典
- イタリア:イタリア共和国功労勲章コンメンダトーレ - （2018年公布、2020年授与）

## 所属団体、議員連盟
- 沖縄の基地負担軽減を考える議員有志の会[44]
- 持続可能な開発目標（SDGs）推進本部（副本部長代理）[45]
- 日米国会議員連盟[46]
- 日英友好議員連盟[46]
- 日仏友好議員連盟[46]
- 日本・イタリア友好議員連盟[46]
- 日独友好議員連盟[46]
- 日豪国会議員連盟[46]
- 日華議員懇談会[46]
- 日中友好議員連盟[46]
- 日本ハワイ友好議員連盟[46]
- 自民党看護問題対策議員連盟[46]
- 情報産業議員連盟[46]
- 自動車議員連盟[46]
- 自由民主党自動車整備議員連盟[46]
- 自由民主党国会三田会[46]
- 自由民主党住宅対策促進議員連盟[46]
- スポーツ議員連盟[46]
- 自由民主党ゴルフ振興議員連盟[46]
- 都市再開発促進議員連盟[46]
- 建築設計議員連盟[46]
- トラック輸送振興議員連盟[46]
- 自由民主党航空宇宙産業の振興を図る議員連盟[46]
- 都市農業研究会[46]
- 賃貸住宅対策議員連盟[46]
- 創生「日本」[46]
- 国民歯科問題議員連盟[46]
- 資源確保戦略推進議員連盟[46]
- 国民医療を守る議員の会[46]
- 空手道推進議員連盟[46]
- 左官業振興議員連盟[46]
- 建設技能者を支援する議員連盟[46]
- 自由民主党小規模企業税制確立議員連盟[46]
- 自由民主党タクシー・ハイヤー議員連盟[46]
- パン産業振興議員連盟[46]
- 日本版マイスター制度推進議員連盟[46]
- 全日本不動産政策推進議員連盟[46]
- 日本会議国会議員懇談会[46]
- 自由民主党行政書士制度推進議員連盟[46]
- 自由民主党証券市場育成等議員連盟[46]
- 海事振興連盟[46]
- 自衛官支援議員連盟[46]
- ポストコロナの経済政策を考える議員連盟[46]
- 半導体戦略推進議員連盟[46]
- 未来社会を創出する、バッテリー等の基盤産業振興議員連盟[46]
- 新たな資本主義を創る議員連盟[46]
- 自由民主党「自由で開かれたインド太平洋」推進議員連盟[46]
- とび工業振興議員連盟[46]

## 選挙歴
| 当落 | 選挙                   | 執行日         | 年齢 | 選挙区           | 政党       | 得票数     | 得票率 | 定数 | 得票順位 /候補者数 | 政党内比例順位 /政党当選者数 |
| ---- | ---------------------- | -------------- | ---- | ---------------- | ---------- | ---------- | ------ | ---- | ------------------ | ---------------------------- |
| 当   | 第44回衆議院議員総選挙 | 2005年09月11日 | 44   | 比例東京ブロック | 自由民主党 | ーー票     | ーー   | 17   | /                  | 5/7                          |
| 落   | 第45回衆議院議員総選挙 | 2009年08月30日 | 47   | 比例東京ブロック | 自由民主党 | ーー票     | ーー   | 17   | /                  | 23/5                         |
| 当   | 第46回衆議院議員総選挙 | 2012年12月16日 | 51   | 東京都第5区      | 自由民主党 | 8万5408票  | 30.54% | 1    | 1/7                | /                            |
| 当   | 第47回衆議院議員総選挙 | 2014年12月14日 | 53   | 東京都第5区      | 自由民主党 | 10万2424票 | 39.75% | 1    | 1/5                | /                            |
| 当   | 第48回衆議院議員総選挙 | 2017年10月22日 | 56   | 東京都第5区      | 自由民主党 | 10万1314票 | 41.15% | 1    | 1/3                | /                            |
| 比当 | 第49回衆議院議員総選挙 | 2021年10月31日 | 60   | 東京都第5区      | 自由民主党 | 10万5842票 | 38.99% | 1    | 2/3                | 4/6                          |
| 落   | 第50回衆議院議員総選挙 | 2024年10月27日 | 63   | 東京都第5区      | 自由民主党 | 6万9024票  | 32.74% | 1    | 2/7                | 6/5                          |